# Черен пор
Черният пор (Mustela putorius), известен също като обикновен пор, черен или горски пор, Европейски пор, или див пор, е животно от семейство Порови.

## Етимология
В България е наричан „кокошкар“ заради опустошенията, които нанася в стопанските курници и зайчарници.

## Общи сведения
Козината му е тъмнокафява. Муцуната му има по-светъл цвят, а коремът е бледожълт. Има дълга опашка и къси крака. По-голям е от невестулката, но е по-малък от видрата. Мъжкият тежи около 1,7 кг, а женската – около 0,7 кг. Дължината на тялото е от 21 до 56 см., опашката – от 7 до 19 см. Теглото варира между 0,2 до 2,1 килограма.
Remark: Снимката е на чернокрак пор (Mustela nigripes)

## Разпространение
Черните порове живеят в селскостопански дворове, в горски и в мочурливи местности. В България локално из цялата страна, по-често в източната част, най-вече в Добруджа; също в Софийската котловина.

## Начин на живот и хранене
Основно са активни през нощта. Често си построяват жилище в насипите покрай потоците или си правят дупка под корените на дървета. Територията им се ограничава до около 1 км2.
Месоядни животни са. Хранят се предимно с жаби и полевки, но също така и с плъхове и друга дребна плячка. Нападат също
кокошки,зайци и други дребни домашни животни.

## Размножаване
Според чужди източници разгонването започва на някои места в началото на февруари, а в други през май. Бременността продължава повече от 5 месеца, а броят на малките в котилото е 4-8.